# Anilios bicolor
Anilios bicolor är en ormart som beskrevs av Peters 1858. Anilios bicolor ingår i släktet Anilios och familjen maskormar. Inga underarter finns listade i Catalogue of Life.
Arten förekommer i södra Australien i delstaterna Western Australia, South Australia och New South Wales. Troligtvis kan Anilios bicolor leva i alla landskap med växtlighet. Den hittades bland annat i skogar och buskskogar. Individerna gräver i lövskiktet eller i det översta jordlagret. Honor lägger ägg.
Denna orm är antagligen känslig för gruvdrift. För hela beståndet är inga hot kända. IUCN kategoriserar arten globalt som livskraftig.